# Hoita
Hoita, biljni rod iz porodice mahunarki čije je područje ograničen ona Kaliforniju i sjeverozapadni Meksiko. Pripadaju mu tri vrste trajnica

## Vrste
1. Hoita macrostachya (DC.) Rydb.
2. Hoita orbicularis (Lindl.) Rydb.
3. Hoita strobilina (Hook. & Arn.) Rydb

.